# US Carcassonne
El Union Sportive Carcassonnaise XV o también conocido como el US Carcassonne es un equipo de rugby francés, de la ciudad de Carcassonne, situada en la región de Occitania de la cual recibe el nombre, que actualmente milita en la Nationale 1, tercera categoría del rugby francés.

## Historia
US Carcassonne (USC) es el primer club civil del departamento en tener un equipo de rugby. Esta empresa presenta sus estatutos en la prefectura de Aude el 13 de mayo de 1899. El objetivo de este club polideportivo es proporcionar a los jóvenes entretenimiento intelectual y físico. Así sus socios pueden dedicarse a la lectura (el club tiene su biblioteca), la esgrima, la equitación, la gimnasia, el law-tennis y el rugby football que muy rápidamente obtiene un gran éxito. El origen de la creación de la sección de rugby,se da gracias a Émile Génie y Antoine Tallavignes, dos jóvenes veinteañeros precedentes de familias de clase media que se enriquecieron con el desarrollo de la vid a finales del siglo XIX. Émile Génie, presidente de la USC, reúne a algunos jóvenes tentados por la constitución del club. Su experiencia en el rugby será beneficiosa para muchos neófitos seducidos por la aventura. Sin embargo, a la hora de conformar el primer equipo surgen varias dificultades ya que los menores de veinte años son rechazados. Quedarán excluidos los “extranjeros” y quienes discutan temas políticos y religiosos. Además, se pide a los miembros que paguen una cuota anual de 17 francos, lo que limita la práctica del rugby solo a los jóvenes adinerados, que representan a una determinada élite.
Al final de la temporada 1905-1906 surge un gran problema: el Campeonato de Languedoc debe comenzar en 1907 y no hay ningún club insignia de Carcassonne. Al existir dos equipos en la misma ciudad, la USC y la ESC, las dos formaciones rivales fusionan sus fuerzas en una sola asociación en noviembre de 1906, en una reunión en el café Helder. Así nació la Asociación Deportiva de Carcasona (ASC). Eeligen sus colores, amarillo y negro, que también son los de la ciudad de Carcassonne. A partir de entonces, el club se convirtió en el principal equipo de la ciudad. Se unió a la liga de rugby en enero de 1907. La perspectiva de una competición exigente obliga al nuevo club a dotarse de las infraestructuras adecuadas. Superar las necesidades económicas, organizar los primeros viajes y disponer de un terreno adecuado son condiciones sine qua non para el buen funcionamiento de la sociedad. Éstas son también sus principales preocupaciones.
En cinco años, el rugby adquiere otra dimensión en la capital y se convierte en el deporte rey con el que se identifica toda la ciudad. A partir de 1913, el creciente número de espectadores y la creciente importancia del rugby en los periódicos locales, atestiguan el fuerte entusiasmo por este deporte en Carcassonne que pasó a convertirse en un soporte de la identidad local, frenado por la Primera Guerra Mundial.
En la posguerra, los jóvenes de Carcasona se adhieren al rugby en masa. Para atender la demanda, una multitud de nuevos equipos aparecen en la ciudad, dando al deporte una dimensión que no tenía hasta entonces. Como resultado de esta extraordinaria expansión, el rugby de Carcassonne ahora combina cantidad con calidad. Este período marca la completa popularización del rugby en las distintas zonas de la ciudad que con el apoyo de mecenas locales, el rugby toma otra dimensión al invertir en la creación del Stade de La Pépinière y en una fuerte inversión en fichajes, los nuevos líderes dotan al club de la ciudad de sólidas infraestructuras, lo que le permiten ser galardonado con el Challenge de Coubertin y la Copa del Mérito.
El año 1925 marca el apogeo al llegar a la final del campeonato francés, tras su victoria sobre el Stade Touloussain en semifinales. Se encuentra entre la élite de los clubes franceses desarrollando un juego propio; un juego cerrado, poderoso y varonil, basado sobre todo en la defensa. Como tal, los Carcassonnais son especialistas en el juego defensivo. Esto les valió, a pesar de su talento y eficiencia, una mala reputación.
Lamentablemente, la guerra frenará brutalmente este ascenso que apenas ha comenzado. Además, el gobierno de Vichy, a través de la intermediación del coronel Pascot, ex internacional, Jefe del Departamento de Deportes decide unir en 1941 a los dos jugadores de rugby en una misma federación juntando a jugadores de rugby XIII y XV. El XIII renacerá después de la guerra y experimentará un éxito excepcional, en parte gracias al ASC que proporcionará jugadores de gran talento, como Louis Mazon, Édouard Poncinet y especialmente Puig-Aubert. 

### Profesionalismo
El domingo 13 de junio de 2010, durante la semifinal de su categoría, el US Carcassonnaise gana al club de Tyrosse por 24 a 12, lo que lo califica para pasar automáticamente a la Pro D2. El domingo 20 de junio de 2010, en Châteaurenard, el USC vence al club CA Saint-Étienne por 16 a 3 y gana el Trofeo Jean Prat al convertirse en el primer campeón de Francia. En su primera temporada en Pro D2, USC terminó en 10 º lugar en el campeonato. La temporada 2011-2012 vio el equipo conducido por Christian Labit, acabado en 6 º lugar, 1 prueba de calificación para la final y el aumento en el Top 14. Por su 3ª temporada en Pro D2, la USC es entrenado por el dúo Labit - Beltrán, asistido por Franck Tournairey, ocasionalmente, Philippe Guicherd.
Durante la tretemporada de 2013, los ecos de las "tensiones" dentro del club circularon en la prensa tras el nombramiento de Christian Labit como entrenador y director general. El presidente impone a su entrenador nuevos asistentes, Philippe Guicherd y el ex centro del club Alexandre Jaffrès. Los resultados son malos y Christian Labit, debe dejar su cargo en octubre. El dúo Guicherd-Jaffrès actuará en solitario durante dos meses, hasta el nombramiento de Christian Gajan como técnico en enero de 2014.

## Estadio
El estadio Albert-Domec es un estadio de rugby XIII y XV de la ciudad de Carcassonne. Es el recinto de la Asociación Deportiva Carcassonne XIII (ASC) y la Unión Deportiva Carcassonne XV (USC), también es utilizado por el club de fútbol, la FA Carcassonne Villalbe, para partidos importantes. Su capacidad es de 10.000 plazas. Construido en 1899, es uno de los estadios más antiguos de Francia, fue renovado en 2002.
Lleva el nombre de un ex internacional de rugby, Albert Domec, que murió el 20 de septiembre de 1948. Este estadio también está equipado para el atletismo con, en particular, una pista de 400 m con ocho calles.

## Jugadores emblemáticos
| - Jean Sébédio - Hervé Nègre - Marc Vial - Jean-Michel Vial - Claude Mur - Michel Cortal - Alain Selponi - Sylvain Selponi - Guy Spanghero | - Christophe Urios - Sylvain Bès - Pierre Aguillon - Daniel Bustaffa - José Lima - Guy Jeannard - Joël Koffi - Antoine Lescalmel - Yannick N'Gog | - François Tisseau - Franck Tournaire - Sanele Vavae Tuilagi - Bernard Laroussinie - Bernard Poujade - Gilles Bosch - Frédéric Prégermain - Nicolas Rey - Andrei Ursache |

## Palmarés
- Segunda División: 1974-75
- Fédérale 1: 2009-10
- Fédérale 2: 2007-08
- Fédérale 3: 1965-66
- Fédérale 4: 1950-51